# Herbert Martin
Herbert Martin (Ensdorf, 1925. augusztus 29. – Ensdorf, 2016. szeptember 29.) Saar-vidéki válogatott német labdarúgó, csatár.

## Pályafutása

### Klubcsapatban
1949 és 1950 között az FC Ensdorf labdarúgója volt. 1950 és 1961 között az 1. FC Saarbrücken csapatában szerepelt.

### A válogatottban
1950 és 1956 között 17 alkalommal szerepelt a Saar-vidéki válogatottban és hat gólt ért el.

## Sikerei, díjai
1. FC Saarbrücken
- Német bajnokság (Oberliga Südwest)
  - bajnok: 1960–61